# Campionato europeo maschile under 19 di pallavolo 2015
Il campionato europeo maschile under 19 di pallavolo 2015 si è svolto dal 4 al 12 aprile 2015 a Kocaeli e Sakarya, in Turchia: al torneo hanno partecipato dodici squadre nazionali under 19 europee e la vittoria finale è andata per la seconda volta alla Polonia.

## Qualificazioni
Al torneo hanno partecipato: la nazionale del paese organizzatore e undici nazionali qualificate tramite i gironi di qualificazione.

## Impianti
|                                                                     |                                                                   |  |
|                                                                     |                                                                   |  |
| Topaloğlu Spor Salonu Città: Kocaeli Capienza: - Anno d'apertura: - | Sakarya Spor Salonu Città: Sakarya Capienza: - Anno d'apertura: - |  |

## Regolamento
Le squadre hanno disputato una prima fase a gironi con formula del girone all'italiana; al termine della prima fase:
- Le prime due classificate di ogni girone hanno acceduto alla fase finale per il primo posto, strutturata in semifinali, finale per il terzo posto e finale
- La terza e la quarta classificata di ogni girone hanno acceduto alla fase finale per il quinto posto, strutturata in semifinali, finale per il settimo posto e finale per il quinto posto.

## Squadre partecipanti
| Squadra   | Qualificazione                            | Ultima partecipazione                |
| --------- | ----------------------------------------- | ------------------------------------ |
| Bulgaria  | 1ª al torneo di qualificazione (girone F) | / Bosnia ed Erzegovina e Serbia 2013 |
| Danimarca | 2ª al torneo di qualificazione (girone F) | Debutto                              |
| Francia   | 1ª al torneo di qualificazione (girone B) | / Bosnia ed Erzegovina e Serbia 2013 |
| Germania  | 1ª al torneo di qualificazione (girone E) | Turchia 2011                         |
| Italia    | 1ª al torneo di qualificazione (girone G) | / Bosnia ed Erzegovina e Serbia 2013 |
| Polonia   | 1ª al torneo di qualificazione (girone D) | / Bosnia ed Erzegovina e Serbia 2013 |
| Rep. Ceca | 1ª al torneo di qualificazione (girone C) | Croazia 2003                         |
| Romania   | 1ª al torneo di qualificazione (girone H) | Debutto                              |
| Russia    | 1ª al torneo di qualificazione (girone A) | / Bosnia ed Erzegovina e Serbia 2013 |
| Serbia    | 2ª al torneo di qualificazione (girone C) | / Bosnia ed Erzegovina e Serbia 2013 |
| Spagna    | 2ª al torneo di qualificazione (girone G) | Turchia 2011                         |
| Turchia   | Paese organizzatore                       | / Bosnia ed Erzegovina e Serbia 2013 |

## Torneo

### Fase a gironi
| Girone A  | Girone B  |
| --------- | --------- |
| Danimarca | Bulgaria  |
| Francia   | Germania  |
| Italia    | Rep. Ceca |
| Polonia   | Romania   |
| Russia    | Spagna    |
| Serbia    | Turchia   |

#### Girone A

##### Risultati
| 4 aprile 2015 Topaloğlu Spor Salonu, Kocaeli Durata: 1h:11 - Spettatori: 350 | Russia    | 3 - 0 | Serbia    | 25-14, 25-16, 25-23               |
| 4 aprile 2015 Topaloğlu Spor Salonu, Kocaeli Durata: 2h:06 - Spettatori: 250 | Polonia   | 3 - 2 | Italia    | 25-27, 26-24, 19-25, 25-17, 15-7  |
| 4 aprile 2015 Topaloğlu Spor Salonu, Kocaeli Durata: 1h:06 - Spettatori: 250 | Francia   | 3 - 0 | Danimarca | 25-16, 25-19, 25-17               |
| 5 aprile 2015 Topaloğlu Spor Salonu, Kocaeli Durata: - Spettatori:           | Serbia    | 2 - 3 | Italia    | 25-18, 25-23, 20-25, 14-25, 7-15  |
| 5 aprile 2015 Topaloğlu Spor Salonu, Kocaeli Durata: 1h:12 - Spettatori: 450 | Danimarca | 0 - 3 | Polonia   | 15-25, 20-25, 22-25               |
| 5 aprile 2015 Topaloğlu Spor Salonu, Kocaeli Durata: 1h:25 - Spettatori: 400 | Russia    | 3 - 0 | Francia   | 30-28, 25-21, 25-21               |
| 6 aprile 2015 Topaloğlu Spor Salonu, Kocaeli Durata: 1h:07 - Spettatori: 300 | Italia    | 3 - 0 | Danimarca | 25-8, 25-13, 26-24                |
| 6 aprile 2015 Topaloğlu Spor Salonu, Kocaeli Durata: 1h:45 - Spettatori: 350 | Polonia   | 3 - 1 | Russia    | 25-16, 22-25, 25-20, 26-24        |
| 6 aprile 2015 Topaloğlu Spor Salonu, Kocaeli Durata: 2h:02 - Spettatori: 300 | Francia   | 2 - 3 | Serbia    | 27-29, 25-23, 25-22, 13-25, 15-17 |
| 8 aprile 2015 Topaloğlu Spor Salonu, Kocaeli Durata: 1h:07 - Spettatori: 400 | Russia    | 0 - 3 | Italia    | 22-25, 20-25, 11-25               |
| 8 aprile 2015 Topaloğlu Spor Salonu, Kocaeli Durata: 1h:05 - Spettatori: 300 | Francia   | 0 - 3 | Polonia   | 9-25, 16-25, 17-25                |
| 8 aprile 2015 Topaloğlu Spor Salonu, Kocaeli Durata: 1h:50 - Spettatori: 200 | Serbia    | 3 - 2 | Danimarca | 26-24, 20-25, 27-25, 13-25, 15-10 |
| 9 aprile 2015 Topaloğlu Spor Salonu, Kocaeli Durata: 1h:17 - Spettatori: 250 | Italia    | 3 - 0 | Francia   | 25-22, 25-18, 26-24               |
| 9 aprile 2015 Topaloğlu Spor Salonu, Kocaeli Durata: 1h:07 - Spettatori: 350 | Polonia   | 3 - 0 | Serbia    | 25-15, 25-12, 25-17               |
| 9 aprile 2015 Topaloğlu Spor Salonu, Kocaeli Durata: 1h:11 - Spettatori: 250 | Danimarca | 0 - 3 | Russia    | 19-25, 17-25, 24-26               |

##### Classifica
| Pos | Squadra   | Pt | G | V | P | SV | SP | Ratio | PF  | PS  | Ratio |
| --- | --------- | -- | - | - | - | -- | -- | ----- | --- | --- | ----- |
| 1   | Polonia   | 14 | 5 | 5 | 0 | 15 | 3  | 5.000 | 433 | 328 | 1.320 |
| 2   | Italia    | 12 | 5 | 4 | 1 | 14 | 5  | 2.800 | 433 | 363 | 1.192 |
| 3   | Russia    | 9  | 5 | 3 | 2 | 10 | 6  | 1.666 | 369 | 356 | 1.036 |
| 4   | Serbia    | 5  | 5 | 2 | 3 | 8  | 13 | 0.615 | 405 | 470 | 0.861 |
| 5   | Francia   | 4  | 5 | 1 | 4 | 5  | 12 | 0.416 | 356 | 399 | 0.892 |
| 6   | Danimarca | 1  | 5 | 0 | 5 | 2  | 15 | 0.133 | 323 | 403 | 0.801 |

#### Girone B

##### Risultati
| 4 aprile 2015 Sakarya Spor Salonu, Sakarya Durata: 2h:03 - Spettatori: 300   | Rep. Ceca | 3 - 1 | Germania  | 25-22, 28-26, 25-27, 25-22        |
| 4 aprile 2015 Sakarya Spor Salonu, Sakarya Durata: 1h:56 - Spettatori: 500   | Turchia   | 3 - 2 | Bulgaria  | 25-19, 25-19, 15-25, 18-25, 15-12 |
| 4 aprile 2015 Sakarya Spor Salonu, Sakarya Durata: 1h:53 - Spettatori: 150   | Spagna    | 3 - 1 | Romania   | 20-25, 25-18, 25-23, 26-24        |
| 5 aprile 2015 Sakarya Spor Salonu, Sakarya Durata: 1h:22 - Spettatori: 250   | Germania  | 3 - 0 | Bulgaria  | 26-24, 25-22, 25-17               |
| 5 aprile 2015 Sakarya Spor Salonu, Sakarya Durata: 1h:52 - Spettatori: 400   | Romania   | 1 - 3 | Turchia   | 25-17, 17-25, 25-18, 21-25        |
| 5 aprile 2015 Sakarya Spor Salonu, Sakarya Durata: 1h:12 - Spettatori: 150   | Rep. Ceca | 3 - 0 | Spagna    | 25-16, 25-11, 25-19               |
| 6 aprile 2015 Sakarya Spor Salonu, Sakarya Durata: 1h:42 - Spettatori: 150   | Bulgaria  | 3 - 1 | Romania   | 20-25, 25-20, 25-18, 25-14        |
| 6 aprile 2015 Sakarya Spor Salonu, Sakarya Durata: 1h:28 - Spettatori: 500   | Turchia   | 3 - 0 | Rep. Ceca | 25-22, 25-22, 25-23               |
| 6 aprile 2015 Sakarya Spor Salonu, Sakarya Durata: 1h:46 - Spettatori: 150   | Spagna    | 1 - 3 | Germania  | 19-25, 17-25, 25-21, 19-25        |
| 8 aprile 2015 Sakarya Spor Salonu, Sakarya Durata: 1h:18 - Spettatori: 150   | Rep. Ceca | 0 - 3 | Bulgaria  | 23-25, 21-25, 22-25               |
| 8 aprile 2015 Sakarya Spor Salonu, Sakarya Durata: 1h:23 - Spettatori: 200   | Spagna    | 0 - 3 | Turchia   | 21-25, 21-25, 17-25               |
| 8 aprile 2015 Sakarya Spor Salonu, Sakarya Durata: 1h:18 - Spettatori: 100   | Germania  | 3 - 0 | Romania   | 25-21, 25-18, 25-20               |
| 9 aprile 2015 Sakarya Spor Salonu, Sakarya Durata: 1h:29 - Spettatori: 100   | Bulgaria  | 3 - 1 | Spagna    | 25-15, 23-25, 25-12, 25-12        |
| 9 aprile 2015 Sakarya Spor Salonu, Sakarya Durata: 1h:29 - Spettatori: 1 000 | Turchia   | 0 - 3 | Germania  | 25-27, 28-30, 18-25               |
| 9 aprile 2015 Sakarya Spor Salonu, Sakarya Durata: 1h:42 - Spettatori: 150   | Romania   | 1 - 3 | Rep. Ceca | 19-25, 24-26, 25-22, 14-25        |

##### Classifica
| Pos | Squadra   | Pt | G | V | P | SV | SP | Ratio | PF  | PS  | Ratio |
| --- | --------- | -- | - | - | - | -- | -- | ----- | --- | --- | ----- |
| 1   | Germania  | 12 | 5 | 4 | 1 | 13 | 4  | 3.250 | 426 | 376 | 1.133 |
| 2   | Turchia   | 11 | 5 | 4 | 1 | 12 | 6  | 2.000 | 414 | 396 | 1.045 |
| 3   | Bulgaria  | 10 | 5 | 3 | 2 | 11 | 8  | 1.375 | 431 | 381 | 1.131 |
| 4   | Rep. Ceca | 9  | 5 | 3 | 2 | 9  | 8  | 1.125 | 409 | 375 | 1.090 |
| 5   | Spagna    | 3  | 5 | 1 | 4 | 5  | 13 | 0.384 | 345 | 434 | 0.794 |
| 6   | Romania   | 0  | 5 | 0 | 5 | 4  | 15 | 0.266 | 396 | 459 | 0.862 |

### Fase finale

#### Finali 1º e 3º posto
|  | Semifinali | Semifinali | Semifinali |        |         | 1º/2º posto | 1º/2º posto | 1º/2º posto |  |
|  |            |            |            |        |         |             |             |             |  |
|  | Polonia    | Polonia    | 3          |        |         |             |             |             |  |
|  | Polonia    | Polonia    | 3          |        |         |             |             |             |  |
|  | Turchia    | Turchia    | 0          |        |         |             |             |             |  |
|  | Turchia    | Turchia    | 0          |        | Polonia | Polonia     | 3           |             |  |
|  |            |            |            |        | Polonia | Polonia     | 3           |             |  |
|  |            |            | Italia     | Italia | 1       |             |             |             |  |
|  | Germania   | Germania   | Italia     | Italia | 1       | 1           |             |             |  |
|  | Germania   | Germania   |            |        |         | 1           |             |             |  |
|  | Italia     | Italia     | 3          |        |         | 3º/4º posto | 3º/4º posto | 3º/4º posto |  |
|  | Italia     | Italia     | 3          |        |         |             |             |             |  |
|  |            |            |            |        |         |             |             |             |  |
|  |            |            |            |        |         | Turchia     | Turchia     | 3           |  |
|  |            |            |            |        |         | Turchia     | Turchia     | 3           |  |
|  |            |            |            |        |         | Germania    | Germania    | 1           |  |

##### Semifinali
| 11 aprile 2015 Sakarya Spor Salonu, Sakarya Durata: 1h:22 - Spettatori: 1 300 | Turchia  | 3 - 0 | Polonia | 25-19, 25-17, 25-23        |
| 11 aprile 2015 Sakarya Spor Salonu, Sakarya Durata: 1h:41 - Spettatori: 250   | Germania | 1 - 3 | Italia  | 15-25, 22-25, 25-22, 20-25 |

##### Finale 3º posto
| 12 aprile 2015 Sakarya Spor Salonu, Sakarya Durata: 1h:48 - Spettatori: 1 500 | Turchia | 3 - 1 | Germania | 25-19, 25-19, 22-25, 25-18 |

##### Finale
| 12 aprile 2015 Sakarya Spor Salonu, Sakarya Durata: 1h:41 - Spettatori: 900 | Polonia | 3 - 1 | Italia | 25-15, 25-13, 25-27, 22-25 |

#### Finali 5º e 7º posto
|  | Semifinali | Semifinali | Semifinali |          |        | 5º/6º posto | 5º/6º posto | 5º/6º posto |  |
|  |            |            |            |          |        |             |             |             |  |
|  | Russia     | Russia     | 3          |          |        |             |             |             |  |
|  | Russia     | Russia     | 3          |          |        |             |             |             |  |
|  | Rep. Ceca  | Rep. Ceca  | 0          |          |        |             |             |             |  |
|  | Rep. Ceca  | Rep. Ceca  | 0          |          | Russia | Russia      | 3           |             |  |
|  |            |            |            |          | Russia | Russia      | 3           |             |  |
|  |            |            | Bulgaria   | Bulgaria | 2      |             |             |             |  |
|  | Serbia     | Serbia     | Bulgaria   | Bulgaria | 2      | 1           |             |             |  |
|  | Serbia     | Serbia     |            |          |        | 1           |             |             |  |
|  | Bulgaria   | Bulgaria   | 3          |          |        | 7º/8º posto | 7º/8º posto | 7º/8º posto |  |
|  | Bulgaria   | Bulgaria   | 3          |          |        |             |             |             |  |
|  |            |            |            |          |        |             |             |             |  |
|  |            |            |            |          |        | Rep. Ceca   | Rep. Ceca   | 3           |  |
|  |            |            |            |          |        | Rep. Ceca   | Rep. Ceca   | 3           |  |
|  |            |            |            |          |        | Serbia      | Serbia      | 0           |  |

##### Semifinali
| 11 aprile 2015 Sakarya Spor Salonu, Sakarya Durata: 1h:13 - Spettatori: 250 | Russia | 3 - 0 | Rep. Ceca | 25-22, 26-24, 25-11        |
| 11 aprile 2015 Sakarya Spor Salonu, Sakarya Durata: 1h:40 - Spettatori: 300 | Serbia | 1 - 3 | Bulgaria  | 25-23, 17-25, 22-25, 24-26 |

##### Finale 7º posto
| 12 aprile 2015 Sakarya Spor Salonu, Sakarya Durata: 1h:10 - Spettatori: 150 | Rep. Ceca | 3 - 0 | Serbia | 25-22, 25-19, 25-19 |

##### Finale 5º posto
| 12 aprile 2015 Sakarya Spor Salonu, Sakarya Durata: 1h:48 - Spettatori: 300 | Russia | 3 - 2 | Bulgaria | 25-17, 22-25, 21-25, 25-23, 15-9 |

## Podio

### Campione
Formazione: 1 Patryk Niemiec, 2 Bartosz Kwolek, 3 Jakub Kochanowski, 5 Łukasz Kozub, 8 Jędrzej Gruszczyński, 9 Jakub Ziobrowski, 10 Damian Domagała, 11 Kamil Droszynski, 12 Dawid Woch, 13 Mateusz Masłowski, 18 Tomasz Fornal, 19 Tomasz Polczyk, CT: Sebastian Pawlik

### Secondo posto
Formazione: 1 Pietro Margutti, 2 Alessandro Piccinelli, 4 Edoardo Caneschi, 5 Roberto Cominetti, 7 Francesco Zoppellari, 8 Paolo Zonca, 9 Davide Cester, 11 Gabriele Di Martino, 12 Gianluca Galassi, 13 Matteo Maiocchi, 14 Jacopo Fantini, 17 Alessandro Tofoli, CT: Mario Barbiero

### Terzo posto
Formazione: 1 Uğur Kılınç, 3 Burak Çevik, 4 Muzaffer Yönet, 6 Halil Kurt, 8 Furkan Cöne, 10 Furkan Gök, 11 Özgür Türkmen, 12 Burakhan Tosun, 13 Anıl Durgut, 14 Berkay Bayraktar, 15 Adis Lagumdžija, 17 Abdullah Çam, CT: Salih Tavacı

## Classifica finale
| Pos | Squadre   | Qualificazione                    |
| --- | --------- | --------------------------------- |
|     | Polonia   | Campionato mondiale under 19 2015 |
|     | Italia    | Campionato mondiale under 19 2015 |
|     | Turchia   | Campionato mondiale under 19 2015 |
| 4   | Germania  | Campionato mondiale under 19 2015 |
| 5   | Russia    | Campionato mondiale under 19 2015 |
| 6   | Bulgaria  | Campionato mondiale under 19 2015 |
| 7   | Rep. Ceca |                                   |
| 8   | Serbia    |                                   |
| 9   | Francia   |                                   |
| 10  | Spagna    |                                   |
| 11  | Danimarca |                                   |
| 12  | Romania   |                                   |

## Premi individuali
| Premio                | Nome                  | Squadra   |
| --------------------- | --------------------- | --------- |
| MVP                   | Bartosz Kwolek        | Polonia   |
| Miglior realizzatore  | Maximilian Auste      | Germania  |
| Miglior attaccante    | Abdullah Çam          | Turchia   |
| Miglior muro          | Aleksei Kononov       | Russia    |
| Miglior servizio      | Matěj Šmídl           | Rep. Ceca |
| Miglior palleggiatore | Kamil Droszynski      | Polonia   |
| Miglior ricevitore    | Burak Çevik           | Turchia   |
| Miglior libero        | Alessandro Piccinelli | Italia    |